# Laiskotellen
"Laiskotellen" ("Inatividade") foi a canção finlandesa no Festival Eurovisão da Canção 1964 que teve lugar em Copenhaga no dia 21 de março desse ano.
A referida canção foi interpretada em finlandês por Lasse Mårtenson. Foi a quinta canção a ser interpretada na noite do evento, a seguir à canção dinamarquesa "Sangen om dig", interpretada por  Bjørn Tidmand e antes da canção austríaca "Warum nur warum?", cantada por Udo Jürgens. Terminou a competição em sétimo lugar (entre 16 participantes), tendo recebido um total de 9 pontos. No ano seguinte, em 1965, a Finlândia foi representada por Viktor Klimenko com  "Aurinko laskee länteen".

## Autores
| AUTORES                           |
| --------------------------------- |
| Letrista: Sauvo Puhtila           |
| Compositor: Lasse Mårtenson       |
| Orquestrador: George de Godzinsky |

## Letra
A canção é um elogio de não se fazer nada ao domingo, mesmo sabendo que na segunda-feira é dia de trabalho.

## Outras Versões
Lasse Mårtenson gravou também esta canção em sueco e em italiano. Em 1975, fez uma nova versão desta canção.
| Outras versões                          |
| --------------------------------------- |
| * "Week-end" (sueco)                    |
| * "Cara Domenica" (italiano)            |
| * nova versão (1975) (Finlandês) [3:07] |